# Vote (langue)
Pour les articles homonymes, voir vote.
Le vote est une langue appartenant à la branche fennique de la famille des langues finno-ougriennes. Elle est étroitement apparentée à l'estonien et au finnois. Elle est parlée par les Votes. C'est une langue orale qui n'a jamais été écrite.
C'est une langue en voie de disparition, notamment à cause de la disparition des Votes. En 1989, ils n'étaient plus que 30 à parler encore cette langue. Les locuteurs habitent dans trois villages situés à l'est de l'embouchure du fleuve Louga, à l'ouest de Saint-Pétersbourg, en Russie.
De nos jours, cette langue ne bénéficie pas d'une protection particulière, et aucune école ne l'enseigne, et pour ce qui concerne l'administration, les locuteurs, bilingues, doivent utiliser le russe. 